# ۲-(۲-اتوکسی‌اتوکسی) اتانول
۲-(۲-اتوکسی‌اتوکسی)اتانول (به انگلیسی: 2-(2-Ethoxyethoxy)ethanol) یک ترکیب شیمیایی است.